# سمیگ

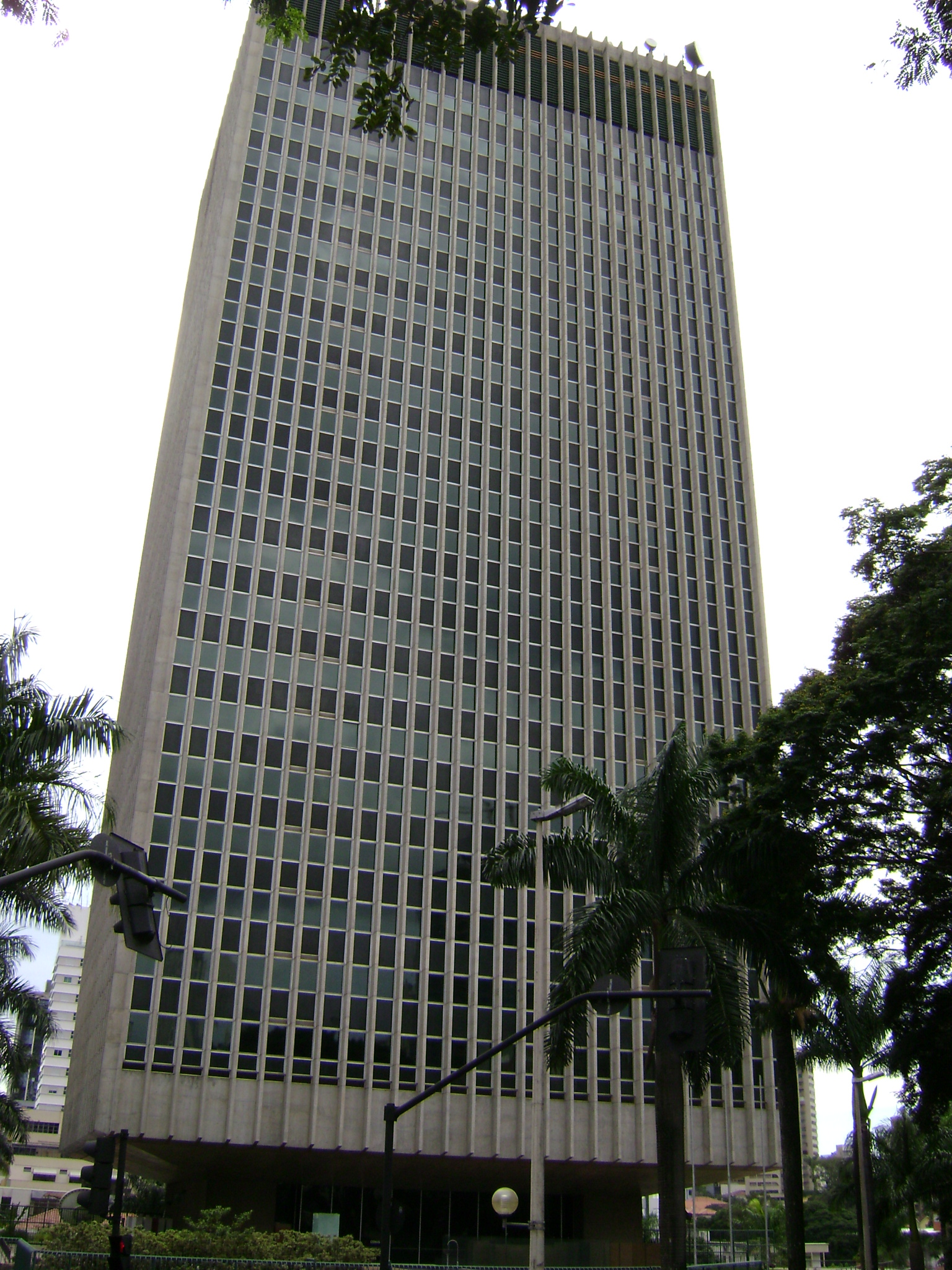
ساختمان مرکزی سمیگ

سمیگ (به انگلیسی: CEMIG) شرکت برق برزیلی است، که ۱۲ درصد از برق مورد نیاز کشور برزیل را تأمین می‌کند و مالک شبکه برق‌رسانی، به طول بیش از ۴۰۰ هزار کیلومتر در آمریکای جنوبی می‌باشد و به ۱۸ میلیون نفر انرژی الکتریکی عرضه می‌نماید و از این نظر بزرگترین شرکت آمریکای جنوبی در زمینه توزیع انرژی الکتریکی و انتقال انرژی الکتریکی محسوب می‌شود.
شرکت سمیگ در سال ۱۹۵۲ راه‌اندازی شد و در حال حاضر دارای ۵۰ نیروگاه برق که عمدتأ از نوع نیروگاه‌های برق‌آبی می‌باشند و در کشورهای آمریکای لاتین، ایالات متحده آمریکا و جمهوری خلق چین مستقر می‌باشند.
دفتر مرکزی این شرکت در شهر بلو هوریزونته، میناس گرایس، برزیل قرار دارد و بخشی از سهام آن در بازارهای بورس نیویورک، بورس مادرید و بورس سائوپائولو معامله می‌شود. ظرفیت نصب شده شرکت سمیگ بالغ بر ۶٫۰۰۰ مگاوات در سال برآورد شده‌است.
این شرکت همچنین در دو حوزه دیگر نیز فعالیت می‌کند، که شامل توزیع گاز طبیعی و نیز ارائه تلویزیون‌های کابلی و خدمات اینترنتی و مخابراتی می‌باشد.